# پاسکال اشتنزه
پاسکال اشتنزه (آلمانی: Pascal Stenzel؛ زادهٔ ۲۰ مارس ۱۹۹۶) بازیکن فوتبال اهل آلمان است که در پست هافبک و مدافع بازی می‌کند.
از باشگاه‌هایی که در آن بازی کرده‌است می‌توان به باشگاه فوتبال آرمینیا بیله‌فلد، باشگاه فوتبال بروسیا دورتموند، باشگاه فوتبال فرایبورگ و باشگاه فوتبال اشتوتگارت اشاره کرد.
وی همچنین در تیم‌های ملی فوتبال جوانان آلمان و زیر ۲۱ سال آلمان بازی کرده‌است.